# Врбата, Радим
Радим Врбата (чеш. Radim Vrbata; род. 13 июня 1981 года, Млада-Болеслав, Чехословакия) —  бывший чешский хоккеист, правый крайний нападающий. Чемпион мира 2005 года в составе сборной Чехии.
На драфте НХЛ 1999 года был выбран в седьмом раунде под общим 212-м номером клубом «Колорадо Эвеланш».
После 16 лет, проведенных в НХЛ, по окончании сезона 2017/18 объявил о завершении карьеры в лиге.
Всего за карьеру в сборной и клубах провел 1248 игр, набрал 760 (353+407) очков.
9 января 2019 года было объявлено о том, что Радим Врбата назначен на должность спортивного директора клуба чешской Экстралиги «Млада Болеслав».

## Достижения
- Чемпион мира 2005
- Победитель молодежного чемпионата мира (до 20 лет) 2001
- Бронзовый призер чемпионата Чехии 2005
- Участник матча всех звёзд НХЛ 2015

## Статистика
```
                                            --- Regular Season ---  ---- Playoffs ----
Season   Team                        Lge    GP    G    A  Pts  PIM  GP   G   A Pts PIM
--------------------------------------------------------------------------------------
1997-98  Mlada Boleslav-juniors      Czech  35   42   31   73    4  --  --  --  --  --
1998-99  Hull Olympiques             QMJHL  54   22   38   60   16  23   6  13  19   6
1999-00  Hull Olympiques             QMJHL  58   29   45   74   26  15   3   9  12   8
2000-01  Shawinigan Cataractes       QMJHL  55   56   64  120   67  10   4   7  11   4
2000-01  Hershey Bears               AHL    --   --   --   --   --   1   0   1   1   2
2001-02  Colorado Avalanche          NHL    52   18   12   30   14   9   0   0   0   0
2001-02  Hershey Bears               AHL    20    8   14   22    8  --  --  --  --  --
2002-03  Colorado Avalanche          NHL    66   11   19   30   16  --  --  --  --  --
2002-03  Carolina Hurricanes         NHL    10    5    0    5    2  --  --  --  --  --
2003-04  Carolina Hurricanes         NHL    80   12   13   25   24  --  --  --  --  --
2004-05  Bili Tygri Liberec          Czech  45   18   21   39   91  12   3   2   5   0
2005-06  Carolina Hurricanes         NHL    16    2    3    5    6  --  --  --  --  --
2005-06  Chicago Blackhawks          NHL    45   13   21   34   16  --  --  --  --  --
2006-07  Chicago Blackhawks          NHL    77   14   27   41   26  --  --  --  --  --
2007-08  Phoenix Coyotes             NHL    76   27   29   56   14  --  --  --  --  --
2008-09  Tampa Bay Lightning         NHL    18    3    3    6    8  --  --  --  --  --
2008-09  Mlada Boleslav              Czech  11    5    3    8   18  --  --  --  --  --
2008-09  Bili Tygri Liberec          Czech   7    7    2    9    2   3   0   1   1   2
2009-10  Phoenix Coyotes             NHL    82   24   19   43   24   7   2   2   4   4
2010-11  Phoenix Coyotes             NHL    79   19   29   48   20   4   2   3   5   0
2011-12  Phoenix Coyotes             NHL    77   35   27   62   24  16   2   3   5   8
2012-13  Mlada Boleslav              Czech   2    1    1    2    0  --  --  --  --  --
2012-13  Phoenix Coyotes             NHL    34   12   16   28   14  --  --  --  --  --
2013-14  Phoenix Coyotes             NHL    80   20   31   51   22  --  --  --  --  --
2014-15  Vancouver Canucks           NHL    79   31   32   63   20   6   2   2   4   0
2015-16  Vancouver Canucks           NHL    63   13   14   27   12  --  --  --  --  --
2016-17  Arizona Coyotes             NHL    81   20   35   55   16  --  --  --  --  --
2017-18  Florida Panthers            NHL    42    5    9   14   16  --  --  --  --  --
--------------------------------------------------------------------------------------
         NHL Total                       1,057  284  339  623  294  42   8  10  18  12
```